# Александър Божков
Александър Димов Божков е български политик от Съюза на демократичните сили (СДС), вицепремиер и министър на промишлеността в правителството на Стефан Софиянски и в правителството на Иван Костов (1997 – 1999).

## Биография
Роден е на 9 август 1951 г. в София. Учи в американски колеж в Багдад, а през 1974 г. завършва машинно инженерство в Висшия машинно-електротехнически институт „Владимир Ленин“ в София. След това работи в „Софпроект“ и „Техноекспортстрой“, като прекарва известно време в Либия. През 1987 г. става научен сътрудник в Института по строителни материали.
През 1991 г. Божков оглавява новосъздадената Агенция за приватизация, но след падането на кабинета на Филип Димитров през следващата година се оттегля от този пост. През 1992 – 1993 г. ръководи сектор „Строителна индустрия“ в Министерството на териториалното развитие и строителството. През 1994 г. става заместник-председател на Обединения християндемократически център, една от организациите в състава на СДС, и е избран за народен представител.
Александър Божков е вицепремиер и министър на промишлеността в служебния кабинет на Стефан Софиянски, остава на този пост и в правителството на Иван Костов. През декември 1999 година е освободен от правителството и става главен преговарящ за присъединяването на България към Европейския съюз, но подава оставка от този пост на 9 юни 2000 г. Едно от лицата на икономическата политика на кабинета на Костов, довела до приватизацията на над 40% от държавните предприятия, Божков става обект на остри критики от страна на опозицията и получава прякора „Мистър 10%“, заради обвинения за взимани комисиони при приватизационните сделки, в които участва като министър на промишлеността.
След 2000 г. Александър Божков се оттегля от политическия живот. През следващите години е съпредседател на неправителствената организация Център за икономическо развитие, колумнист във вестник „Дневник“, водещ на музикалното предаване „Музика за душата“ по Дарик радио. Член е на настоятелството на Нов български университет, където води курс по „Изкуство на преговорите“.
През 2004 г. е осъден на две години условно с тригодишен изпитателен срок за безстопанственост на цех в село Цалапица през 1998 г. Присъдата е отменена от Върховния касационен съд, а впоследствие, през 2007 г. е окончателно оправдан по това дело, както и по делата за „Дамяница“, „Издателски комплекс Цанко Церковски“ и „Напредък ООД“. През юли 2008 г. е оправдан и по последното дело срещу него – това за компенсаторните записи на Енгибарова-Шмид. Самият Божков твърди, че всички тези дела са образувани от главния прокурор Никола Филчев по политическа поръчка.
Божков е далечен роднина на Соня Бакиш, съпруга на Станко Тодоров. Има една дъщеря.
Александър Божков умира на 23 август 2009 г. в София.